# Miguel Gutiérrez
Miguel Gutiérrez Ortega, född 27 juli 2001 i Pinto, är en spansk fotbollsspelare.

## Karriär
Miguel Gutiérrez inledde sin seniorkarriär i Real Madrids B-lag år 2020. 2021 debuterade han i dess A-lag. 2022 lämnade han för Girona FC. Han har representerat Spanien på flera ungdomsnivåer sedan 2017. Han blev olympisk guldmedaljör i fotboll vid olympiska sommarspelen 2024 i Paris efter att Spanien slagit Frankrike i finalen.